# Šinobu Išihara
Šinobu Išihara (japonsky 石原忍; 25. září 1879 Tokio – 3. ledna 1963 Izu) byl japonský oftalmolog známý díky Išiharově zkoušce barvocitu, která je určena k detekci barvosleposti. Sloužil též jako vojenský chirurg.

## Mládí a kariéra
Išihara vystudoval medicínu roku 1905 s využitím armádního stipendijního programu. Po studiích okamžitě vstoupil do japonské císařské armády jako lékař. Sloužil především jako chirurg. Později změnil svou odbornost na oftalmologii. V roce 1908 se vrátil na univerzitu v Tokiu, kde se věnoval oftalmologickému výzkumu. Roku 1910 se stal instruktorem na Vojenské lékařské fakultě. Kromě prohlídek pacientů prováděl výzkum „bojové oftalmologie“ a toho, jak vybírat ty nejlepší vojáky. Během práce na fakultě, byl požádán, aby navrhl test, který by zvládl prověřit abnormality barevného vidění u rekrutů. Jeho asistentem byl barvoslepý lékař, který mu pomáhal testovat testovací disky. První testy maloval Išihara ručně akvarelem a zobrazovaly znaky hiragany.

## Išiharova zkouška barvocitu

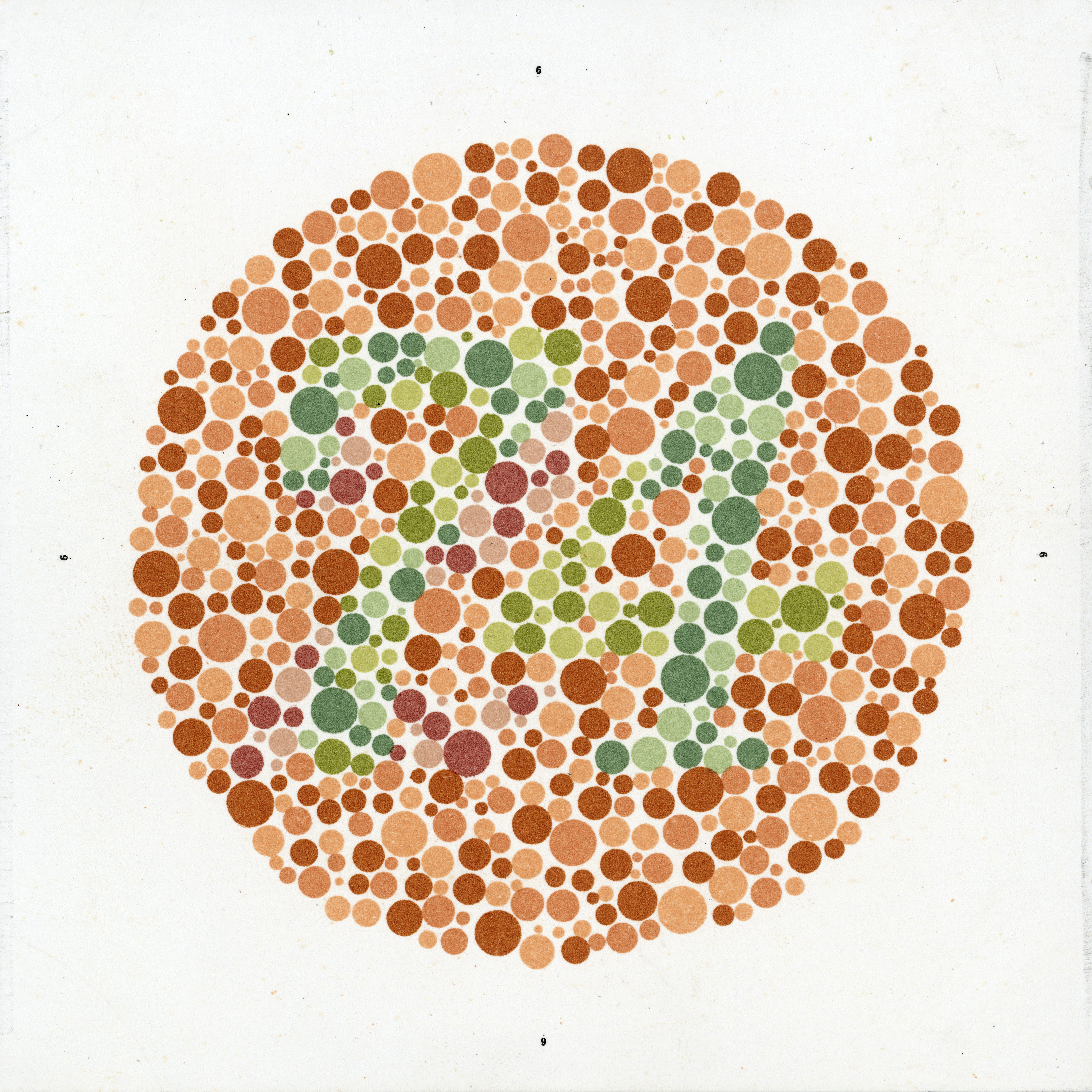
Jeden z Išiharových disků

Jméno Išihara je známé po celém světě díky zkoušce barvocitu, kterou vyvinul v roce 1917.  Testované osobě je během testu ukázán disk s barevným vzorem a zároveň s tím mu je položen dotaz na to, jaké číslice vidí. Osoby s různými formami barvosleposti udávají různé odpovědi. Išihara také vyvinul japonský optotyp pro otestování ostrosti zraku a přístroj pro určování blízkého bodu (punctum proximum). Oba testy jsou v současné době široce používané v Japonsku. Významně také přispěl ke studiu trachomu a krátkozrakosti.
V roce 1908 Išihara se zapsal do postgraduálního studia oftalmologie na Tokijské univerzitě, kde studoval pod vedením Džudžira Komota. Následně studoval v Německu u profesorů Wolfganga Stocka, Theodora Axenfelda a Carla von Hess. Išihara byl roku 1922 jmenován profesorem a jakožto nástupce Komota se stal předsedou oftalmologického oddělení Univerzity v Tokiu, kde pracoval až do března 1940.

## Osobní život
Išihara vedl velmi skromný život, bez zájmu o hmotné statky. Mezi svými studenty byl velmi oblíbený. Dokonce natolik, že mu po jeho odchodu do důchodu postavili chatu poblíž horkého pramene na poloostrově Izu. Zde pracoval jako venkovský lékař a vedl bezplatnou kliniku pro své sousedy. Tehdy bylo zvykem, že pacienti vyjadřovali svou vděčnost darováním vlastních výrobků, vypěstovaných plodin nebo drobných peněžních částek. Poté, co Išihara uhradil výdaje na léčbu vracel všechny zbývající peníze vesničanům. Tyto prostředky byly poté využity na vybudování knihovny a studovny pro vesnické děti. 